# Kistufell (berg i Island, Västfjordarna)
Kistufell är ett berg i republiken Island. Det ligger i regionen Västfjordarna, 250 km norr om huvudstaden Reykjavík. Toppen på Kistufell är 522 meter över havet.
Trakten runt Kistufell är nära nog obefolkad, med mindre än två invånare per kvadratkilometer. Det finns inga samhällen i närheten. Trakten runt Kistufell består i huvudsak av gräsmarker.